# Monopteryx
Genre
Monopteryx est un genre de plantes à fleurs dicotylédones de la famille des Fabaceae, sous-famille des Faboideae, originaire d'Amérique du Sud,  qui compte trois espèces acceptées.
Ce genre, précédemment classé dans la tribu des Sophoreae, a été reclassé en 2013 par Cardoso et al. dans celle des Dipterygeae.

## Liste d'espèces
Selon Catalogue of Life (26 octobre 2018) :
- Monopteryx angustifolia Benth.
- Monopteryx inpae W.A.Rodrigues
- Monopteryx uaucu Benth.